# فولوديمير ماتفيشوك
فولوديمير ماتفيشوك (بالأوكرانية: Матвійчук Володимир Миколайович)‏ (مواليد 29 ديسمبر 1982) هو ملاكم أوكراني، مثّل بلاده في الألعاب الأولمبية الصيفية 2016.

## روابط خارجية
فولوديمير ماتفيشوك على موقع بوكس ريك (الإنجليزية) (registration required)
- فولوديمير ماتفيشوك على موقع اللجنة الأولمبية الدولية (الإنجليزية)
- فولوديمير ماتفيشوك على موقع أوليمبيديا (الإنجليزية)